# Oriana Colmenares
Oriana Carolina Colmenares Borgues, más conocida como Oriana Colmenares (18 de enero de 1989), es una actriz y modelo venezolana. Se ha destacado en el género de las telenovelas comenzó en la exitosa telenovela de Televen Nacer contigo que le abrió camino para participar en numerosos dramáticos venezolanos, para el 2016 actuara en la telenovela de RCTV Producciones Corazón traicionado donde interpretara a María Bonita Echeverri.

## Biografía
A los doce años se le presenta la oportunidad de participar en un desfile de modas en su ciudad de origen, y con su belleza arrolladora deslumbra en la pasarela y descubre en ese evento una vocación que marcaría su vida para siempre. Más adelante, tras ver un anuncio de prensa, asiste a la agencia “People Model” en donde posteriormente participa en el concurso “El gran evento de la Belleza 2002” en donde se destaca entre las demás participantes y se alza con la banda de mejor rostro y primera finalista. Siguiendo en esa onda de la belleza, en la cual se desenvolvía muy bien, participa en el evento colegial “Novia de la Juventud” en donde es coronada reina y obtiene la banda de Miss fotogénica.

## Telenovelas
- 2012, Nacer contigo (Televen) -  Lucrecia Sifontes
- 2012-2013, Dulce amargo (Televen) -  Andrea Hidalgo
- 2014, Nora (Televen) -  Minnesota Rojas
- 2018, Corazón traicionado (RCTV Producciones) - María Bonita Echeverri
- 2020, Papita (miniserie) (YouTube) Johana